# Renault R.S.20
O Renault R.S.20 é o modelo de carro de Fórmula 1 projetado e desenvolvido pela Renault para a disputa do Campeonato Mundial de Fórmula 1 de 2020, foi pilotado por Daniel Ricciardo e Esteban Ocon. Uma prévia com algumas imagens do R.S.20 foi apresentada no dia 12 de fevereiro, mas seu lançamento oficial só ocorreu em 19 de fevereiro. Sua estreia estava inicialmente programada para acontecer no Grande Prêmio da Austrália de 2020, mas devido a pandemia de COVID-19, sua estreia ocorreu somente no Grande Prêmio da Áustria, a primeira prova da temporada de 2020.
A pandemia também causou o adiamento dos regulamentos técnicos que estavam planejados para serem introduzidos em 2021. Com isso, sob um acordo entre as equipes e a FIA, os carros com especificações de 2020 — incluindo o R.S.20 — terão sua vida útil estendida para competir em 2021, com a Alpine (equipe sucessora da Renault na Fórmula 1) produzindo um chassi atualizado denominado Alpine A521.